# Cajetan von Felder
Cajetan von Felder, född den 19 september 1814 eller 9 september 1814, död den 30 november 1894, var en österrikisk friherre, jurist, politiker och entomolog (främst fjärilar). Han blev invald i Wiens första kommunfullmäktige 1848 och var stadens borgmästare mellan 1868 och 1878. 
Han är huvudsakligen känd för sitt samarbete med Alois Friedrich Rogenhofer och sin son Rudolf Felder samt boken Reise Fregatte Novara: Zoologischer Theil., Lepidoptera, Rhopalocera. Novaraexpeditionen gjorde en upptäcktsresa mellan 1857 och 1859, där Felder med hjälp av sonen Rudolf fick ihop en enorm entomologisk samling som finns på Naturhistoriska museet i Wien och Natural History Museum i London. En samling med omkring 1 000 brev och vykort sända till Felder mellan 1856 och 1891 finns även på Natural History Museum, de skickades från hela världen av 1800-talets främsta entomologer och handlar främst om utbyte och köp av exemplar av främst fjärilar.